# Nati nel 1500
| Questa pagina contiene informazioni ricavate automaticamente dalle voci biografiche con l'ausilio del template Bio e di un bot. L'aggiornamento è periodico e automatico e ricostruisce completamente la pagina. Se manca una persona in questa lista, sei pregato di non aggiungerla, ma accertati piuttosto che la sua voce biografica contenga il template Bio e che i dati anagrafici siano correttamente compilati. Se il template Bio manca, inseriscilo tu stesso o, in alternativa, metti l'avviso {{tmp\|Bio}} che ne segnala la mancanza. Se i dati riportati sono sbagliati, correggi direttamente la voce biografica; le modifiche saranno visibili in questa lista entro pochi giorni. Per chiarimenti vedi il progetto biografie. La lista contiene solo le 101 persone che sono citate nell'enciclopedia e per le quali è stato implementato correttamente il template Bio. Pagina aggiornata al 10 lug 2025. |

## Gennaio(3)
- 9 gennaio - Diana di Poitiers, nobildonna francese († 1566)
- 16 gennaio - Antonio Musa Brasavola, medico e botanico italiano († 1555)
- 30 gennaio - Fernando di Castiglia e Mendoza, conte di Marin, nobile spagnolo († 1574)

## Febbraio(4)
- 5 febbraio - Giovanni Guidiccioni, poeta e vescovo cattolico italiano († 1541)
- 7 febbraio - João de Castro, esploratore portoghese († 1548)
- 22 febbraio - Rodolfo Pio, cardinale e arcivescovo cattolico italiano († 1564)
- 25 febbraio - Carlo V d'Asburgo, sovrano († 1558)

## Marzo(2)
- 3 marzo - Reginald Pole, cardinale e arcivescovo cattolico inglese († 1558)
- 5 marzo - Carlo Gualteruzzi, letterato e filologo italiano († 1577)

## Aprile(5)
- 4 aprile - Pandolfo della Stufa, politico italiano († 1568)
- 11 aprile - Joachim Camerarius il Vecchio, umanista tedesco († 1574)
- 12 aprile - Sperone Speroni, scrittore e filosofo italiano († 1588)
- 14 aprile - Francesco Franchini, umanista, poeta e vescovo cattolico italiano († 1559)
- 27 aprile - Luigi di Lorena, vescovo cattolico e militare francese († 1528)

## Maggio(3)
- 17 maggio - Luisa Borgia, nobile italiana († 1553)
- 17 maggio - Federico II Gonzaga, nobile e collezionista d'arte italiano († 1540)
- 20 maggio - Bernardino Cirillo, scrittore, storico e religioso italiano († 1575)

## Giugno(2)
- 10 giugno - Cornelis Musius, presbitero e poeta olandese († 1572)
- 13 giugno - Ernesto di Baviera, nobile tedesco († 1560)

## Luglio(4)
- 2 luglio - Federico Cesi, cardinale e vescovo cattolico italiano († 1565)
- 5 luglio - Paris Bordon, pittore italiano († 1571)
- 20 luglio - Lorenzo Cybo, sovrano italiano († 1549)
- 26 luglio - Vittore Soranzo, vescovo cattolico italiano († 1558)

## Agosto(1)
- 16 agosto - Luigi Gonzaga "Rodomonte", conte italiano († 1532)

## Settembre(4)
- 15 settembre - Ligier Richier, scultore francese († 1567)
- 17 settembre - Sebastiano Antonio Pighini, cardinale e arcivescovo cattolico italiano († 1553)
- 25 settembre - Michelangelo Biondo, medico italiano
- 26 settembre - Ludovica Torelli, nobildonna e filantropa italiana († 1569)

## Ottobre(1)
- 17 ottobre - Alonso de Orozco, mistico spagnolo († 1591)

## Novembre(2)
- 3 novembre - Benvenuto Cellini, scultore, orafo e scrittore italiano († 1571)
- 19 novembre - Antonio Vignali, scrittore e poeta italiano († 1559)

## Senza giorno specificato(70)
- Gian Giacomo dell'Acaya, ingegnere italiano († 1570)
- Hernando de Alarcón, esploratore spagnolo († 1541)
- Francesco Alighieri, letterato e religioso italiano († 1562)
- Shlomo Halevi Alkabetz, poeta e rabbino turco († 1580)
- Andreas Althamer, teologo tedesco († 1539)
- Pedro Angulo, vescovo cattolico e missionario spagnolo († 1562)
- Jacques d'Annebaut, vescovo cattolico e cardinale francese († 1558)
- Gonçalo Annes Bandarra, scrittore portoghese († 1556)
- Antoine Arena, poeta e giurista francese († 1563)
- Robert Aske, avvocato inglese († 1537)
- Antonio Maria Avogadro, politico e militare italiano († 1528)
- Mario Bandini Piccolomini, politico italiano († 1558)
- Giovanni Jacopo Caraglio, incisore, pittore e medaglista italiano († 1565)
- Gaspar de Carvajal, missionario spagnolo († 1584)
- Léon de Castro, teologo, grecista e orientalista spagnolo
- Giovanni da Cavino, medaglista italiano († 1570)
- Alonso de Alvarado, generale spagnolo († 1556)
- Ascanio I Colonna, nobile italiano († 1557)
- Pirro Colonna, militare italiano († 1552)
- Francesco Crasso, cardinale italiano († 1566)
- Giovanni Angelo Criscuolo, pittore italiano († 1573)
- Damasceno Studita, scrittore e vescovo ortodosso ottomano († 1577)
- Thomas Derrick, criminale britannico († 1600)
- Charles Dumoulin, giurista francese († 1566)
- Estebanico, esploratore berbero († 1539)
- Filiberto Ferrero, cardinale, vescovo cattolico e diplomatico italiano († 1549)
- Camillo Filippi, pittore italiano († 1574)
- Zaccaria Fiorini, predicatore italiano († 1586)
- Giacomo Gastaldi, cartografo italiano († 1566)
- Giovanna van der Gheynst († 1541)
- Rodrigo Gil de Hontañón, architetto spagnolo († 1577)
- Camilla Gonzaga, nobile italiana († 1585)
- Camilla Gonzaga, nobildonna e letterata italiana
- Nicolaus Grohmann, architetto tedesco († 1566)
- Felipe de Guevara, umanista e collezionista d'arte spagnolo († 1563)
- Mahidevran, ottomana († 1581)
- Diego Hurtado de Mendoza y de la Cerda, nobile spagnolo († 1578)
- Isabella Boschetti, nobile italiano († 1560)
- Ruy López de Villalobos, esploratore spagnolo († 1546)
- Leonida Malatesta, condottiero italiano († 1557)
- Bartolomeo Maranta, fisico e botanico italiano († 1571)
- François Marchand, scultore francese († 1551)
- Celso Mellini, umanista italiano († 1519)
- Antonio Minturno, vescovo cattolico, poeta e umanista italiano († 1574)
- Shlomo Molcho, rabbino e mistico portoghese († 1532)
- Giovanni da Monte, pittore e decoratore italiano († 1580)
- Cristóbal de Morales, compositore spagnolo († 1553)
- Gabriel Mudaeus, giurista e docente fiammingo († 1560)
- Nicolò di Nale, poeta e matematico dalmata († 1585)
- Luys de Narváez, compositore spagnolo
- Francesco Negri, umanista, letterato e teologo italiano († 1563)
- Ludovico Pasquali, letterato, poeta e umanista italiano († 1551)
- Gómez Pereira, filosofo e medico spagnolo († 1567)
- Callisto Piazza, pittore italiano († 1561)
- Gonzalo Pérez, politico spagnolo († 1566)
- Camillo Renato, francescano italiano († 1575)
- Bartlmä Dill Riemenschneider, pittore tedesco († 1550)
- Roberto Ambrogio Sanseverino, generale italiano († 1532)
- Bartolomeo Scappi, cuoco italiano († 1577)
- Martim Afonso de Sousa, navigatore portoghese († 1564)
- Georg von Speyer, esploratore tedesco († 1540)
- Johannes Stumpf, storico svizzero († 1576)
- Francis Talbot, V conte di Shrewsbury, nobile inglese († 1560)
- Domenico Trevisan, politico e diplomatico italiano († 1561)
- Alessandro Vitelli, condottiero italiano († 1554)
- Miguel de Fuenllana, compositore spagnolo († 1579)
- Orsolina della Penna, nobildonna italiana
- Paolo Della Stella, scultore e architetto italiano († 1552)
- Johann Wilhelm von Fürstenberg, nobile tedesco († 1568)
- Şah Sultan, principessa ottomana († 1572)